# Journal of Pharmacokinetics and Pharmacodynamics
Das Journal of Pharmacokinetics and Pharmacodynamics, abgekürzt J. Pharmacokinet. Pharmacodyn., ist eine wissenschaftliche Fachzeitschrift, die vom Springer-Verlag veröffentlicht wird. Die Zeitschrift wurde 1973 unter dem Namen Journal of Pharmacokinetics and Biopharmaceutics gegründet, im Jahr 2001 wurde der Name in Journal of Pharmacokinetics and Pharmacodynamics geändert. Die Zeitschrift erscheint mit sechs Ausgaben im Jahr. Es werden Arbeiten veröffentlicht, die sich mit pharmakokinetischen und pharmakodynamischen Fragen der Arzneimittelwirkung beschäftigen.
Der Impact Factor lag im Jahr 2014 bei 1,856. Nach der Statistik des ISI Web of Knowledge wird das Journal mit diesem Impact Factor in der Kategorie Pharmakologie und Pharmazie an 156. Stelle von 254 Zeitschriften geführt.